# Paterdecolyus carnarius
Paterdecolyus carnarius är en insektsart som först beskrevs av Andrej Vasiljevitj Gorochov 1998.  Paterdecolyus carnarius ingår i släktet Paterdecolyus och familjen Anostostomatidae. Inga underarter finns listade i Catalogue of Life.